# Salon (Dordogne)
Salon is een gemeente in het Franse departement Dordogne (regio Nouvelle-Aquitaine) en telt 234 inwoners (1999). De plaats maakt deel uit van het arrondissement Périgueux. Hoewel de officiële naam Salon is, wordt plaatselijk vooral de naam Salon-de-Vergt gebruikt ( zie ook verkeersbord gemeentenaam ).

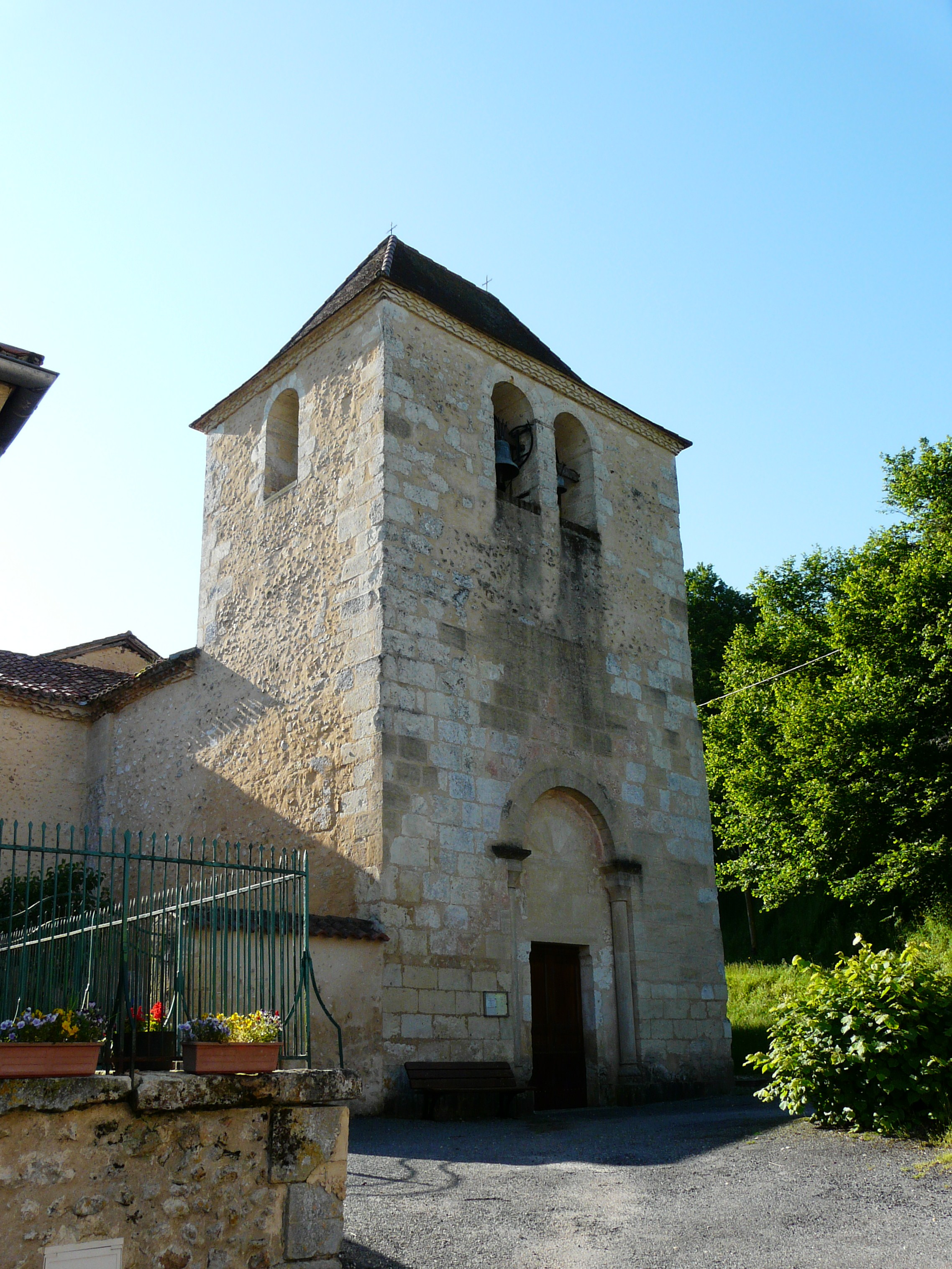
Kerk van Salon
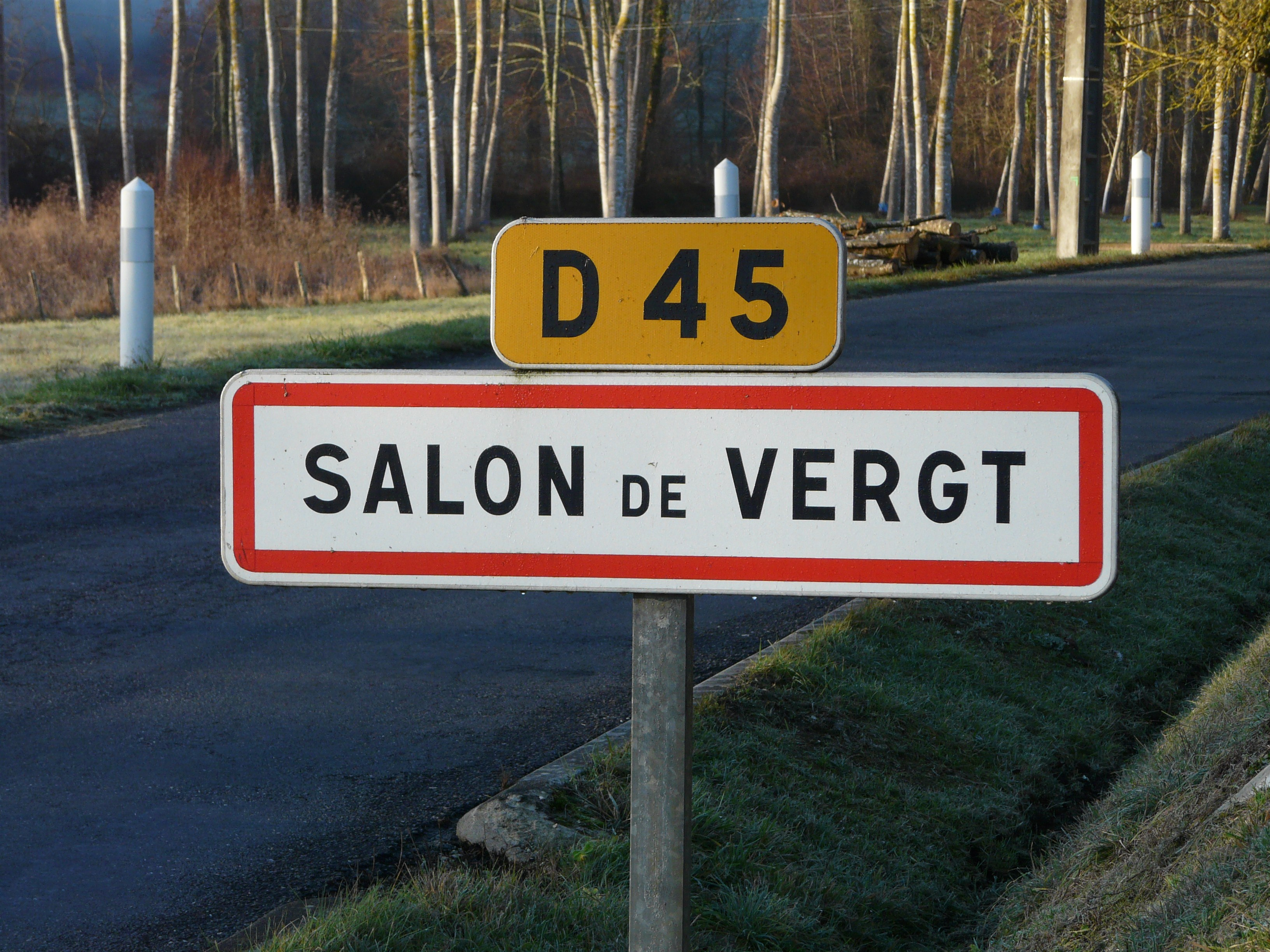
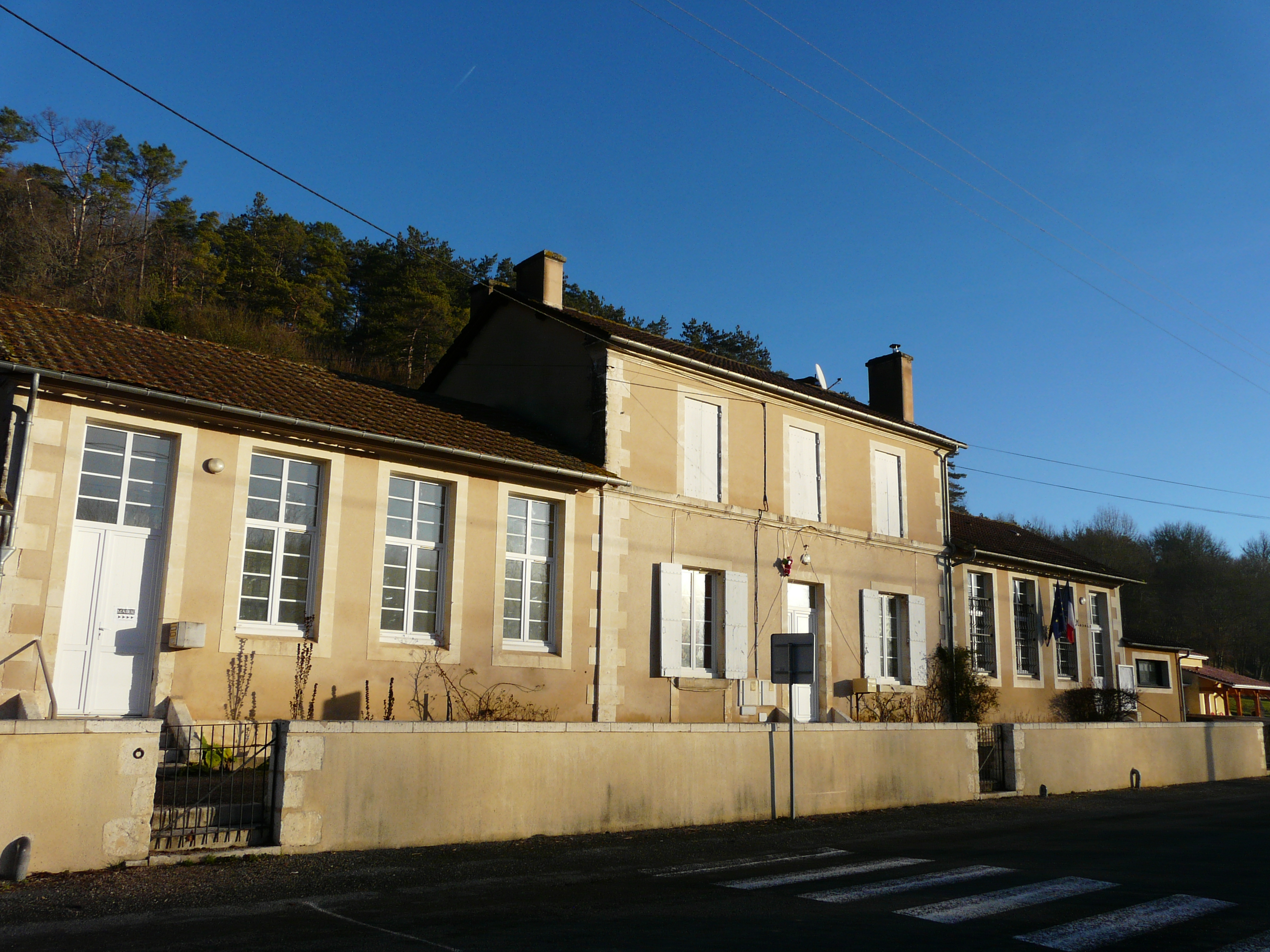
Voormalige school
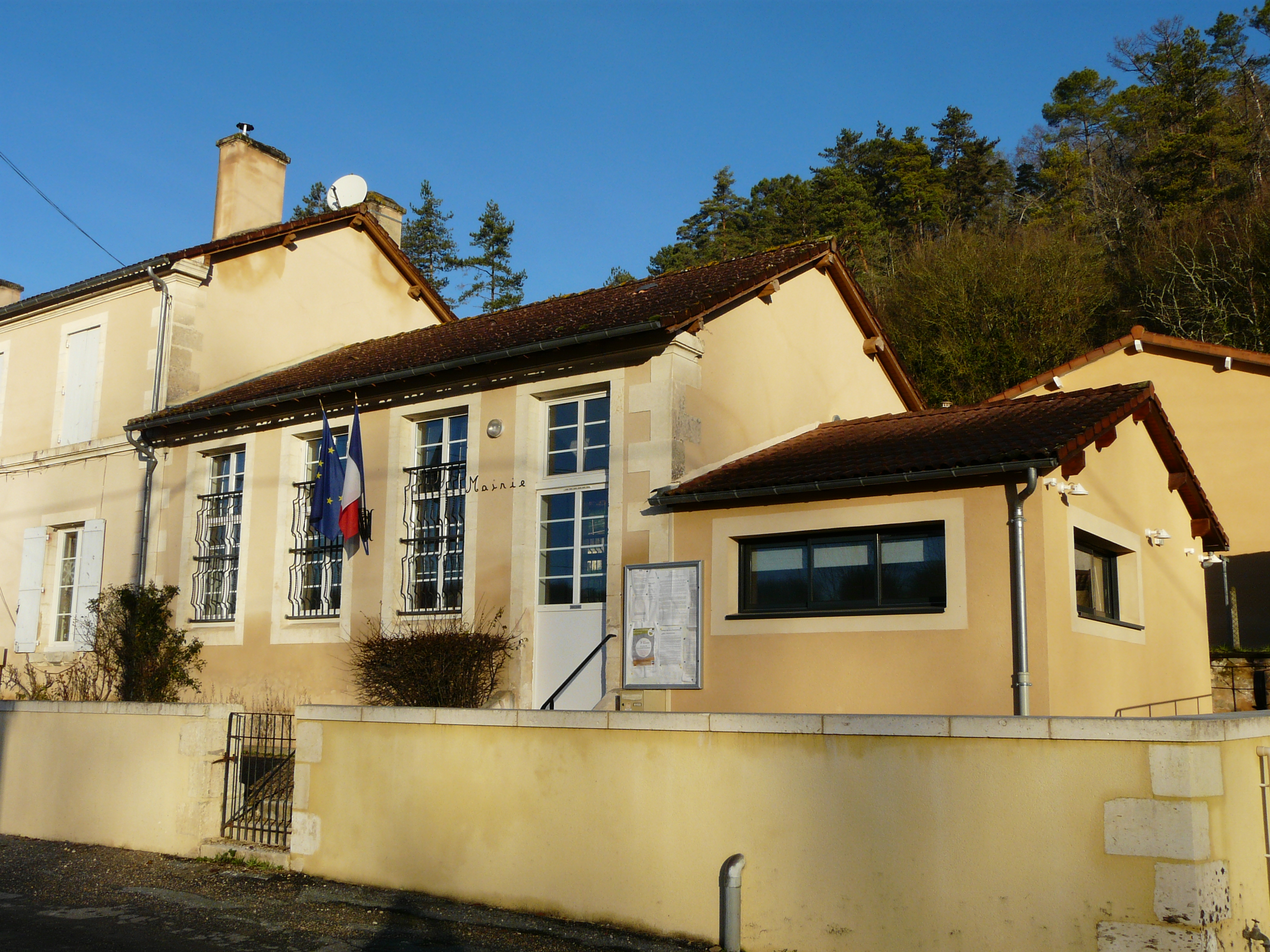
Gemeentehuis

## Geografie
De oppervlakte van Salon bedraagt 16,4 km², de bevolkingsdichtheid is 14,3 inwoners per km².
De onderstaande kaart toont de ligging van Salon (Dordogne) met de belangrijkste infrastructuur en aangrenzende gemeenten.

## Demografie
Onderstaande figuur toont het verloop van het inwonertal (bron: INSEE-tellingen).